# The Millionaire Paupers
The Millionaire Paupers er en amerikansk stumfilm fra 1915.

## Medvirkende
- Grace Thompson som Enid Burne-Smith.
- Gretchen Lederer som Mabel.
- Lon Chaney som Martin.
- Arthur Shirley som Allen Winthrop.
- Marcia Moore.